# Fort I Twierdzy Modlin

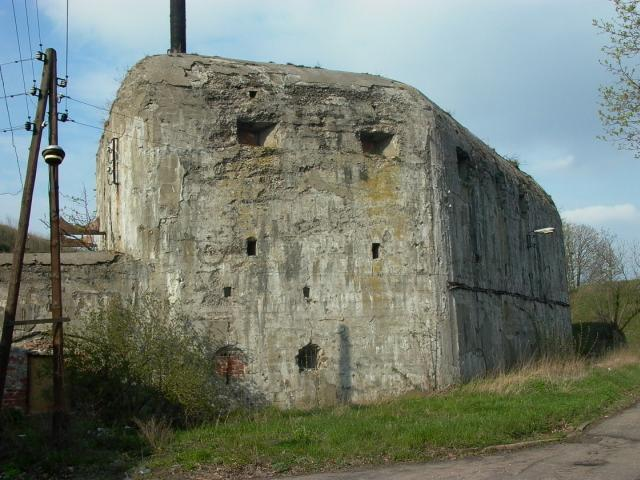
Fort I: kaponiera szyjowa.

Fort Zakroczym – jeden z fortów Twierdzy Modlin, wzniesiony w ramach budowy pierwszego pierścienia fortów w latach osiemdziesiątych XIX wieku.
Fort znajduje się w Zakroczymiu. Jego zadaniem było zamknięcie zachodniego odcinka twierdzy.
Zrealizowany według wzorcowego fortu „F1879” był dziełem o narysie z dwoma czołami i dwoma barkami. Nietypowym dla tego typu fortów rozwiązaniem było złamanie szyi i dość znaczne cofnięcie jej w stronę środka umocnienia, dla uzyskania lepszego pola ostrzału szyi z kaponiery. Wielokrotnie modernizowany, posiada obecnie ceglane, dwukondygnacyjne koszary oraz szereg elementów betonowych: kaponiery i przeciwskarpę, liczne schrony oraz dużą, trzykondygnacyjną kaponierę szyjową, spełniającą zarazem rolę tradytora międzypola.
Fort nie znajdował się na kierunku niemieckiego ataku w 1915 roku. Ciężkie walki toczyły się o niego natomiast w roku 1939. W okresie okupacji na jego terenie mieścił się obóz przejściowy dla wywożonych mieszkańców Warszawy. Wydarzenia te upamiętnia tablica.
Obecnie na terenie fortu znajduje się siedziba lokalnej spółdzielni spożywczej. Brakuje planów turystycznej adaptacji fortu, czemu sprzyjałaby jego lokalizacja przy ważnej drodze ekspresowej S7 – Warszawa–Gdańsk.